# Truyện cười tóc vàng hoe
Truyện cười tóc vàng hoe là một loại truyện cười dựa trên khuôn mẫu của một người phụ nữ tóc vàng ngốc nghếch. Những truyện cười này thường nói về những phụ nữ có mái tóc vàng, đóng vai trò ganh đua với những phụ nữ tóc nâu. Trong một số trường hợp, những truyện cười về những người ngốc nghếch theo khuôn mẫu đã được lưu hành từ thế kỷ XVII và chỉ có từ ngữ và nhóm mục tiêu là thay đổi.